# Guillermo Abanto Guzmán
Guillermo Abanto Guzmán (Trujillo, 1 de julio de 1964) es un exobispo peruano.

## Biografía
Nació el 1 de julio de 1964, en la ciudad de Trujillo. Cursó los estudios de primaria y secundaria en el Colegio Claretiano de Trujillo.
Se formó en el Seminario Santo Toribio de Mogrovejo de la Arquidiócesis de Lima y estudió en la Facultad de Teología Pontificia y Civil de Lima. Fue ordenado sacerdote diocesano el 12 de diciembre de 1992 por el cardenal Augusto Vargas Alzamora, S.J.
Se desempeñó como párroco en las parroquias de "San Norberto" (La Victoria), en "San Juan María Vianney (Magdalena del Mar), en "Señor de la Divina Misericordia" (Surco) y últimamente en "Santiago Apóstol" (Surco).
El 30 de enero de 2009 el papa Benedicto XVI lo nombró Obispo titular de Pinhel y Auxiliar de la Arquidiócesis de Lima y fue ordenado por el cardenal Juan Luis Cipriani en la Catedral de Lima.
El 30 de octubre de 2012 fue nombrado Obispo Castrense del Perú por el papa Benedicto XVI.
En un conmocionado ambiente y debido a la concreta situación de ser padre de una menor de edad a la que tiene que dar manutención, el 20 de julio de 2013 el papa Francisco aceptó su renuncia de acuerdo al 401.2 del Código de Derecho Canónico y pasó a ser obispo emérito.
Actualmente no ejerce el ministerio sacerdotal ni los servicios litúrgicos.